# Elvira Pujol (Satanela)
Elvira Pujol, de nombre artístico Satanela, (Barcelona, 1898- Gerona, 1981) fue una bailarina de danza española.

## Biografía
Su carrera artística se desarrolló entre 1913 y 1920 actuando fundamentalmente en salas de Argentina, Uruguay y Chile. Las crónicas de la época destacan de Elvira Pujol, Satanela , su baile grácil y estilizado, un vestuario rico y cuidado y un repertorio extenso y selecto del que destacaban las danzas andaluzas. Una de las piezas de este repertorio era Córdoba , de Isaac Albéniz. Osvaldo Sosa Cordero, músico y escritor argentino, la describe como:

"De talla mediana, rubia, grácil, distinguida, ya luciendo la luminosa falda de lentejuelas o el abigarrado mantón de Manila, ya la veste goyesca o el percal rameado del traje baturro, "la Satanela" configuraba la majeza y el salero de España […] Fue de las que hicieron auténtico impacto en nuestro público, que aplaudía en ella la fina estilización que comunicaba a su baile, […], brilló después en las carteleras de nuestras mejores salas, hasta que un día, por propia irrevocable decisión, se apagó"
Osvaldo Sosa Cordero. Historia de las varietés en Buenos Aires 1900-1925. 

Se formó en París a principios del siglo XX, las crónicas de la época la describen como bailarina de técnica esmerada, elegancia y fuerza interpretativa, capaz de conmover la sensibilidad del público que vibra con su interpretación. De porte distinguido aparece en el escenario ataviada con trajes y joyas muy ricos, cuidados y adecuados para cada baile. El escenario y la coreografía están también muy cuidados, dotando al espectáculo de belleza, lujo y brillo, cualidades muy valoradas en la época. 
Ofrecía un repertorio de bailes amplio y original que incluía ballet clásico, tango argentino, vals, bailes regionales (jotas y fados) y flamenco (rumba, garrotín o bulerías). Destacaba especialmente por sus creaciones inspiradas en compositores españoles como Albéniz, Granados, Sarasate, Valverde o Malats. 
Tenía un don natural para el baile potenciado por un trabajo duro y serio, seguramente bajo la mirada exigente de su hermana Enriqueta, que era su representante. Siendo una artista admirada, su carácter era sobrio, discreto, sencillo, modesto y a la vez simpático, con cierto aire de gravedad lo que le proporcionaba una personalidad muy atractiva. El público, generalmente familiar, quedaba deslumbrado al verla actuar reaccionando con fuertes y calurosos aplausos, gozaba además de su respeto y cariño.
Ha sido portada de revistas como Mundo Argentino, Nº 294, 23 ago. 1916 y Nº 462. 19 nov 1919; Alrededor del Mundo, 14 oct. 1918; Germanor, Nº 178 15 feb. 1920); El Gráfico, 14 ago. 1920. Con frecuencia aparece su fotografía en las secciones de teatro, cine y espectáculos de revistas de la época como Caras y Caretas, Mundo Argentino (ej. Nº 405, 408, 435); Pacífico Magazine, El Hogar, etc., en varias ocasiones fotografiada en los estudios de Bixio y Cia. El pintor catalán Ramon Palmarola la retrató en varias ocasiones. 
Como corolario de su carrera artística se recoge la reseña publicada en La Correspondencia de España en julio de 1920:

Satanela, la admirable artista española creadora de los bailes más aplaudidos, una de nuestras primeras estrellas coreográficas, está actuando en Montevideo.
Todos los periódicos dan cuenta de su actuación en términos laudatorios.
"Diario Español" dice lo siguiente: "Confesamos que nos ha sorprendido agradablemente. La conocíamos de otras temporadas; pero es justo decir que su trabajo se ha engrandecido de forma tal, que el bello arte ingrávido de la danza ha conquistado para sí una maga más. La Satanela de ahora, que encuadra en el digno marco de un repertorio genuinamente artístico y castizamente español, lleva en sí todas las plasticidades de La Argentinita, a la que recuerda en ciertos momentos, como en la danza "Córdoba" y todo el fuego evocador y las bruscas sacudidas de la gitana Pastora Imperio, reveladas con toda intensidad en la magnífica "Sevilla". de Albéniz. El antiguo repertorio de las bailarinas, especie de mosaico regional, no siempre bellamente presentado al público, sustitúyelo ahora el amplio musicalismo danzante de Albéniz, Granados y otros excelsos compositores españoles. Y este nuevo repertorio, cuya belleza artística nadie osaría negar, ha traído como lógica consecuencia que las danzantes no sean ya mujeres más o menos bellas o ágiles, sino que, perfectamente comprensivas, se dejen llevar por el ritmo de la danza hasta sentir hondamente lo que ejecutan, plasmando hermosas actitudes siempre sin salirse del armónico fondo de las ricas y exuberantes composiciones contemporáneas".
Satanela, como La Argentinita y como Pastora Imperio, es una de nuestras más exquisitas artistas de la danza, intérprete admirable de las inspiradas composiciones de Albéniz, Granados y Quinito Valverde.
Típicamente española, siente como pocas el arte, y ha sabido llevar a nuestros compatriotas un recuerdo de España, pero no de esa España de pandereta que han exhibido con bailes chocarreros otras bailarinas por esos mundos de Dios, desacreditando nuestras músicas regionales.
Anfortas. La Correspondencia de España. 9-jul.-1920.

## Trayectoria profesional
Muy joven se traslada a París con su hermana Enriqueta para formarse en academias de baile, donde debuta en 1913 . Posteriormente actúa, al menos, en el Apolo de Milán, en Londres, Berlín, San Petersburgo, Budapest y Barcelona.
Desde muy joven destaca por su elegancia en el baile, tal como refleja Il Corrieri de la Sera en 1914.

" All' "Apollo"
Dopo il debutto Philips Sisters abbiamo avuto quello della fine ed elegante ballerina spagnuola Conchita Satanela, ammirabile nella sua interpretazione della danza. Questa notte avremo l'altro interessantissimo debutto delle Six Little Girls,  affascinanti sei ballerine inglesi. Continua il successo delle Sorelle Dambrey col loro originale Tango della Pampa.
Il Corrieri della Sera, 3-feb.-1914

### 1915 - 1917 Argentina
En 1915, como muchas artistas de la época, se traslada a vivir a Buenos Aires. Debuta en diciembre en “el Casino”, considerado en la época como la "Catedral del varieté", donde actúa hasta agosto de 1916. Permanece en Buenos Aires hasta diciembre de 1917, actuando en las mejores salas y teatros de la ciudad como el Esmeralda, Majestic, Opera, Empire, Scala, Florida, Avenida, San Martín, Splendid Theater. 
Satanela es muy valorada y apreciada por el público bonaerense. En 1916 es seleccionada entre las mejores bailarinas de la ciudad por votación popular en el concurso del Diario Crítica, quedando tercera, por detrás de La Criollita y la Malagueñita; y en 1917 gana el primer premio por delante de Carmelita Ferrer, La Malagueñita y Felyne Verbist.
Durante estos años comparte escenario con importantes artistas del momento como el dúo Gardel y Razzano, Lola Membrives, La Goya, Teresita Zazá, Inés Berutti, Rosita Rodrigo, etc. Participa en galas notorias de la época, por ejemplo, en beneficio de las víctimas del naufragio del Príncipe de Asturias en el San Martín con la pequeña Magdalena Nile (Imperio Argentina); o para recaudar fondos para la Iglesia de Cañuelas con Eduardo Marquina y, de nuevo, el dúo Gardel-Razzano en el Splendid Theater.
En numerosas ocasiones Carlos Gardel y Satanela comparten teatro, especialmente en el Maipo, formando parte del cuadro de artistas del espectáculo. Probablemente, la función más citada es la del 16 de septiembre de 1916 en el teatro Esmeralda (antiguo Maipo) porque es considerada el debut formal del dúo Gardel-Razzano:
Simon Collier escribe:  

Gardel y Razzano, presentados, en el mejor estilo music hall, como Los Gardel-Razzano, debutaron en el escenario del Esmeralda el sábado 16 de setiembre en el espectáculo de las cinco de la tarde. En esta primera presentación, los acompañaban un bailarín de zapateo americano, Tony Wine, una cantante española, Antonia Costa (que entonces iniciaba un largo período en la Argentina), y una grácil y rítmica bailarina española, Elvira Pujol (alias La Satanela).
Simon Collier. Carlos Gardel: Su vida, su música, su época.

### 1918 Gira por España
En enero de 1918 viaja a España y en marzo inicia una gira actuando en el teatro Apolo de Madrid, que sigue con funciones en el Edén Concert y Eldorado de Barcelona; en el Martí de Valencia; y el en Principal y el Lírico de Palma de Mallorca.
En España, la bailarina es poco conocida y recibe buena acogida a juzgar por las reseñas de prensa. Las crónicas la describen como una bailarina elegante, armónica y de técnica depurada que luce un vestuario lujoso y apropiado para cada baile y lleva joyas de gran valor. El resultado es un espectáculo de gran belleza donde se cuidan todos los detalles, hasta los juegos de luces y sombras.
En Madrid actúa en el teatro Apolo en el Globo, el crítico José L. Barberán escribe: 

Apolo—Presentación de la Sattanella. Al finalizar la representación de “El niño judío», hizo su presentación ante el público madrileño la gentil bailarina Sattanella, obteniendo un triunfo completo. Bella, ligera, alada, flexible, Sattanella es una artista de gran espiritualidad que va de triunfo en triunfo. Anoche fué muy aplaudida sobre todo en un tango criollo de mucho ambiente. El público obligó a levantar el telón varias veces para aplaudirla cariñosamente.
José L. Barberán. El Globo, 7-mar.-1918

Se destaca cómo el crítico, además de alabar su actuación, resalta la interpretación del tango criollo.  
En Valencia, actúa en el teatro Martí y la prensa destaca:

Debut de Satanela,
En la matinée de ayer debutó esta artista extraordinaria obteniendo un gran éxito. Satanela, de la que había hablado como artista de fastuosa presentación, no defraudó al público, ni por la riqueza de los trajes y decorado, ni por su arte verdaderamente admirable.  Luce Satanela trajes preciosos y preciosas joyas, y todo en ella demuestra el más refinado y exquisito gusto. Sus bailes, sus danzas, sus ademanes, todo revela una gran sensibilidad artística, dando la sensación de algo extraordinario. Desde los primeros momentos Satanela va adueñándose del espectador, acabando por atraerle y subyugarle con su arte peculiar. Así ocurrió ayer en su debut, aplaudiéndola el público calurosamente y obligándola a bailar numerosas danzas. Ahora con más razón que nunca puede decirse que la empresa de Martí ha hecho una adquisición.
El Mercantil Valenciano, 27-Abr.-1918

### 1919-1920 Argentina, Uruguay y Chile
En agosto de 1918 regresa con su hermana Enriqueta a Buenos Aires donde permanece hasta 1920 actuando en Buenos Aires, Montevideo, Santiago de Chile y otras capitales del Cono Sur.
De esta época se destaca sus actuaciones en Santiago de Chile. En diciembre de 1919 reemplaza a Antonia Mercé (La Argentina) en el espectáculo de danza y baile creado por la bailarina junto a Inés Berrutti. En diciembre de 1919, Satanela e Inés Berrutti actúan en el Teatro Santiago de Santiago de Chile y en enero de 1920 en el Victoria de Valparaíso.
De estos días, Carlota Guteras (1920), periodista y feminista catalana-chilena, escribe en Germanor:

La Satanel·la.
Atreta pel renom de ma gentil paisana la notable dançarina Satanel·la -la qui sab donar a llurs dances una serietat de bon gust- vaig anar a visitar-la.
Tant la bonica artista com llur joliu i simpática germana Enriqueta em reberen carinyosament ... Satanel·la amb sa figureta feble, esfumadiça, ajuntant-se als daurats rulls I als ulls d'esmeragdá, ulls maravellosos que fan somniar al qui en son fons mira, em deixá encisada, fent-me l'efecte d'una ideal aparició.
Posats a conversá en nostra hermosa parla catalana, la dançarina contá de llurs estudis, de son debut a Paris fa ja vuit anys, I de com d'allavors ençá a passejat de triomf en triomf les capitals principals d'Europa i América.
Parlem de la estimada Catalunya, de llurs èxits allá, del desig de tornar-hi, dels amics catalans exilats, quins segons feliç frase d'En Vilá Estruch "prediquen pel mon l'Evangeli de Catalunya", de Germanor, el volgut Germanor orgull dels catalans de Xile, dels hermosos retrats que li feu En Ramon Palmarola, nostre eximi pintor, fins que parlant, parlant ens adonem que's fa tart. Era tan grtata la conversa!
Al vermut del Victoria aném per a veure-la. Allá ja no és la mateixa Satanel-la, pro no sabem quan ens agrada més, si a casa o a les taules.
Dança meravellosament, sent la música i sab fer-la sentir als espectadors. Es verament encisadora la seva figureta dançant, sembla que vagi a doblegar-se com lliri tronxat pel vent ... Els trajos que llueix, elegantissims  i molt apropiats a cada motiu de ball, ajuden força als éxits sorollosos que obté arreu, essent la creadora d'aitals meravelles, llur germana, qui amagada com humil violeta, contribueix als triomfs de l'artista resntant amb silenci sa meritosa tasca.
En la interpretació de Córdoba, del nostre Albéniz, Satanel·la está admirable. Amb l'expressió de son rostre va reflexant les impressions tant com amb el ritme de la dança. Sa agilitat és prodigiosa i sab lluir-la bé. El públic l'aplaudeix força, agradat de son art, més també de sa bellesa, bellesa rara i original que posa expressió de una ignocenta a la cara on llueixen els ulls verds plens de maliciosa picardía, ulls que casen ja amb el nom de Satanel·la, nom que escau a una dançarina tota misteri, gracia i idealitat.
Sortint del teatre amb el recor melangiós de la enyorada terra que envia arreu del mon artistes, literats, científics, comerciants i homes versats en tots els sabers i activitats humanes.
Carlota Guteras. Valparais, 8 Gener 1920. Germanor 177, 1-feb.-1920

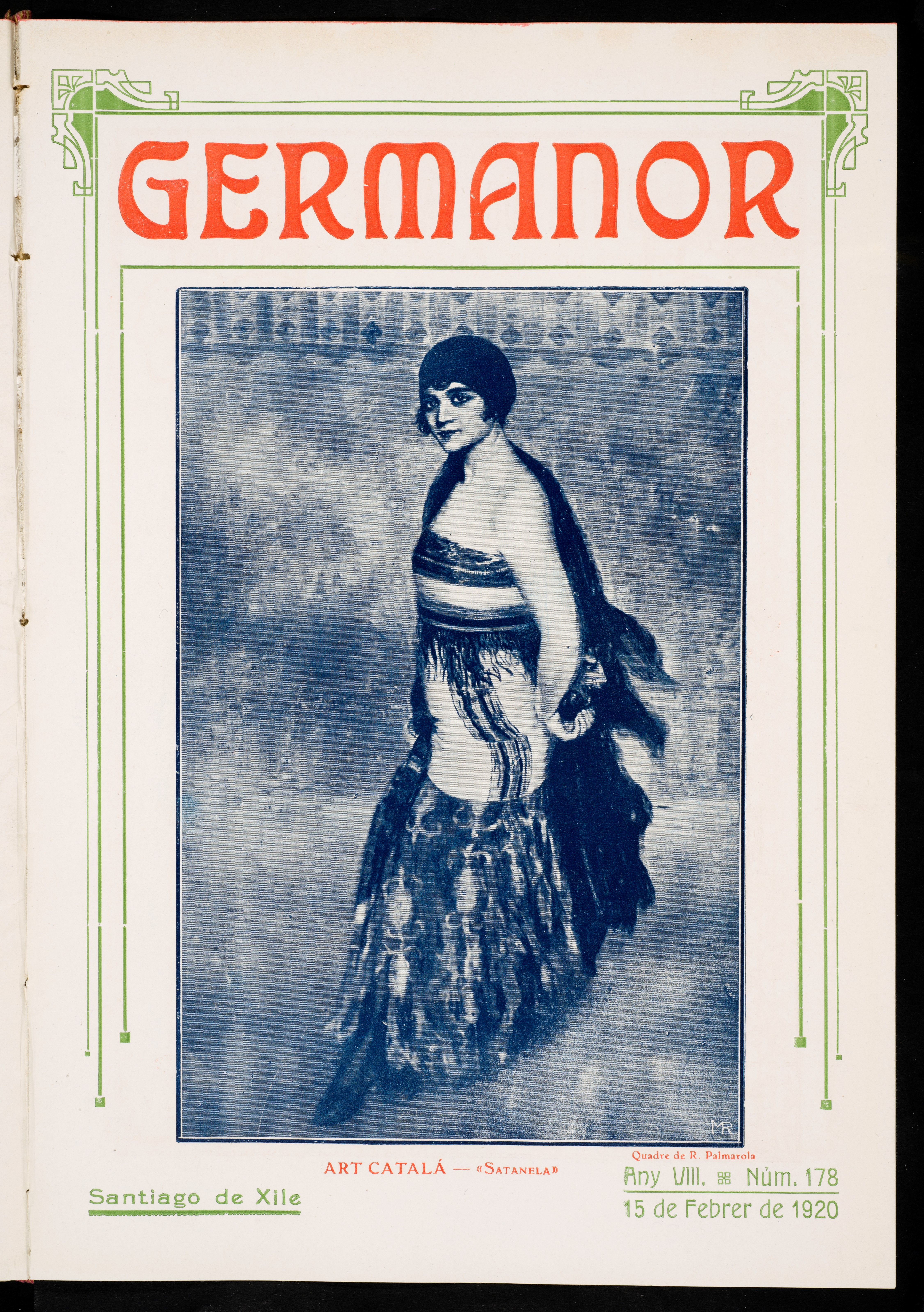
Satanela. Portada de Germanor, Num. 178, 1920. Biblioteca de Catalunya. Barcelona

A finales de enero de 1920 actúa en Santiago en los teatros Brasil y Setiembre,  esta vez en solitario y acompañada por diferentes músicos, bien por una orquesta, bien por el Trío Colombiano. En cada función Satanela baila, al menos, 5 piezas: dos interpretaciones originales de compositores españoles, una de baile clásico y dos danzas folclóricas. Una sesión típica podría ser: Sevilla (o Córdoba o Granada) de Albéniz; Danza 10ª de Granados (u otra de Quinito Valverde); los millones de Arlequín de Drigo (o de Cécile L. S. Chaminade); Jota aragonesa (o valenciana) y un fado (Caixa d’a mia guitarra o Blanquita). En otras sesiones baila un tango argentino, la rumba o un vals. El 4 de febrero de 1920, La Nación anuncia la siguiente función de despedida de Satanela:

DESPEDIDA DE SATANELA.- A pesar del calor y del veraneo ha logrado Satanela llenar varias veces las amplias salas de los teatros Setiembre y Brasil, congregando en ella la mayoría del público que queda en Santiago. Hay que felicitar a la artista y a la empresa de estos teatros.
Satanela se despedirá definitivamente hoy de Santiago. Habrías sido su deseo prorrogar una quincena más su temporada, pero compromisos ineludibles la obligan a iniciar su jira al sur. Esperan, eso sí, hacer una breve reaparición en marzo, antes de partir a Nueva York.
La función de esta noche es en su honor y beneficio. Con este motivo se ha preparado un programa lucidísimo, en el cual figuran “Los millones de Arlequín”, “Serenata”, “Bulerías”, “Rapsodia gitana”, “Capricho Árabe”, etc. Estas danzas las ejecutará con los mejores trajes y joyas, algunos de los cuales son sin estrenar todavía.
Posiblemente acompañe del “trío colombiano” notables tocadores de guitarra, uno de cuyos miembros estaba enfermo.
La Nación, 4-feb.-1920

### Septiembre de 1920 - Punta Arenas
En este momento Satanela es una artista valorada y dispone de un contrato para actuar en Nueva York. En verano de 1920 viaja a Punta Arenas en el vapor Orita desde Montevideo para actuar en el Teatro Royal. En el espectáculo le acompaña el parodista y bailarín argentino Duarte y el  compositor Eduardo Pereyra (el Chon) como director de orquesta.
Su última actuación es el 10 de septiembre en el Teatro Municipal de Punta Arenas en una gala benéfica para recaudar fondos para un orfelinato, actualmente el Instituto Sagrada Familia de Pta. Arenas).
The Magellan Times escribe:

The Spanish classical dancer Satanella, has been very well received in the Theatre Royal, her audiences undoubtedly appreciating her style of dancing which is most graceful and artistic. Her repertoire is almost as extensive as her wardrobe which, we are told, occupies four rooms. We congratulate her on her success, and can assure our readers that she is well worth seeing.
The Magellan Times 1-sep.-1920

En diciembre de 1920 probablemente, coge el vapor y regresa a España cancelando el contrato de Nueva York y retirándose de los escenarios.